# 丹·白金汉
丹·白金汉（英語：Dan Buckingham，1980年9月25日—），新西兰男子轮椅橄榄球运动员。他曾代表新西兰参加2004年夏季残疾人奥林匹克运动会轮椅橄榄球比赛，获得一枚金牌。